# Anna Maria Alegiani
Anna Maria Alegiani (Roma, 5 agosto 1927 – ...) è stata un'attrice italiana.

## Biografia
È stata molto attiva negli anni quaranta e cinquanta.
Il debutto nel mondo dello spettacolo avviene nel 1943 in un ruolo minore nel film Incontri di notte, regia di Nunzio Malasomma.
Nell'immediato dopoguerra si iscrive all'Accademia nazionale d'arte drammatica di Roma (suoi compagni di corso sono, tra gli altri, Rossella Falk, Marina Bonfigli, Gabriele Ferzetti), dove si diploma nel 1948. Il 28 maggio 1948 è al Piccolo Teatro di Milano in N.N. di Leopoldo Trieste («giovane e promettente» secondo Renato Simoni). Nella stagione 1949-50 è con la Compagnia Maltagliati-Benassi in Irene innocente di Ugo Betti nel ruolo della protagonista («resa con sentita sofferenza» secondo Ermanno Contini). L'8 settembre 1950 è in Sofonisba, regia di Giorgio Strehler, per il ruolo di Ermione. Nella stagione 1950-51 è con Il Teatro Stabile La Soffitta di Bologna, nella stagione 1952-53 con la Compagnia Elsa Merlini, nella stagione 1953-54 con il Teatro Stabile delle Venezie, con Diana Torrieri prima attrice. Nella stagione 1954-55 è al Piccolo Teatro di Genova, con Evi Maltagliati e Camillo Pilotto. Nel 1956 è con la Compagnia Diana Torrieri, ma il rapporto si interrompe per contrasti con l'amministratore. Nella stagione 1957-58 al Teatro del Convegno diretto da Enzo Ferrieri. Nel 1962 con il Piccolo Teatro Stabile della Città di Firenze.

## Filmografia

### Cinema
- Incontri di notte, regia di Nunzio Malasomma (1943)
- Donne senza nome, regia di Géza von Radványi (1950)
- Mater Dei, regia di Emilio Cordero (1950)
- La monaca di Monza, regia di Eriprando Visconti (1969)

### Televisione
- Il ventaglio, di Carlo Goldoni, regia televisiva di Franco Enriquez - film TV, trasmesso il 12 febbraio 1954.
- Buon viaggio, Paolo, di Gaspare Cataldo, regia di Camillo Mastrocinque, 26 febbraio 1954.
- I più begli occhi del mondo, di Jean Sarment, regia di Claudio Fino, 19 marzo 1954.
- Svegliati e canta, di Clifford Odets, regia di Silverio Blasi, 10 febbraio 1956.
- Al pappagallo verde, di Arthur Schnitzler, regia di Silverio Blasi, 9 marzo 1956.
- Una donna senza importanza, di Oscar Wilde, regia di Silverio Blasi - film TV, 30 novembre 1956.
- La nemica, di Dario Niccodemi, regia di Silverio Blasi, 25 gennaio 1957.
- Pescatori, di Arnaldo Vacchieri, regia di Silverio Blasi, 8 marzo 1957.
- Il romanzo di un giovane povero da Octave Feuillet, regia di Silverio Blasi - miniserie TV in 4 puntate, dal 27 aprile al 18 maggio 1957.
- A casa per le sette, di Robert Cedric Sherriff, regia di Silverio Blasi, 26 luglio 1957.
- Piccolo mondo antico, regia di Silverio Blasi - miniserie TV in 5 puntate, dal 26 ottobre al 23 novembre 1957.
- Luce a gas, di Patrick Hamilton, regia di Claudio Fino, 24 gennaio 1958.
- Quindici anni d'amore, di Marcel Achard, regia di Franco Enriquez, 7 febbraio 1958.
- L'ereditiera, di Ruth e Augustus Goetz, regia di Mario Landi - film TV, 12 settembre 1958.
- Le sorelle omicidi, originale televisivo di George Batson e Richard Mc Cracken, regia di Claudio Fino, 7 ottobre 1958.
- Un grande amore, di Ferenc Molnár, regia di Claudio Fino, 9 gennaio 1959.
- Frana allo scalo nord, di Ugo Betti, regia di Sandro Bolchi, 20 marzo 1959.
- Famiglia, di Denis Amiel e Monique Amiel-Pétry, regia Anton Giulio Majano, 24 aprile 1959.
- Un marito ideale, di Oscar Wilde, regia di Sandro Bolchi, 22 maggio 1959.
- Il vicario di Wakefield, dal romanzo di Oliver Goldsmith, regia di Guglielmo Morandi - miniserie TV in 4 puntate, dal 1º al 22 novembre 1959.
- Papà Lebonnard, di Jean Aicard, regia di Claudio Fino, 23 maggio 1960.
- Francillon, di Alexandre Dumas (figlio), regia di Guglielmo Morandi, 8 luglio 1960.
- Le troiane, di Euripide, regia di Claudio Fino - film Tv, 7 ottobre 1960.
- La ragazza di Tucnah, di Ferruccio Turrini, regia di Leonardo Cortese, 15 febbraio 1961.
- Ritratto di donna, di Clotilde Masci, regia di Mariano Mercuri, 5 aprile 1961.
- Corta o lunga, di Edoardo Anton, regia di Giuliana Berlinguer, 14 maggio 1965.
- La figlia del capitano, di Aleksandr Sergeevič Puškin, regia di Leonardo Cortese - miniserie TV, quarta puntata del 9 giugno 1965.
- La scelta di Anna, di Clotilde Masci, regia di Giacomo Colli, 4 febbraio 1966.
- L'Arcas, di Vladimiro Cajoli, regia di Giacomo Colli, 27 maggio 1966.
- Le Coefore, di Eschilo, regia di Mario Ferrero - film TV, 16 settembre 1966.
- Le Eumenidi, di Eschilo, regia di Mario Ferrero - film TV, 23 settembre 1966.
- Testa o croce, di Vladimiro Cajoli, regia di Carlo Lodovici, 30 dicembre 1966.
- Maternità, di Gladys Engely, regia di Eriprando Visconti, 20 aprile 1967.
- Il trapianto, di Vico Faggi, regia di Gianfranco Bettetini, 4 giugno 1967.
- La sconfitta di Trotsky, sceneggiatura e regia di Marco Leto - film TV, 6 ottobre 1967.
- Daniele, di Belisario Randone, regia di Giuseppe Di Martino, 9 agosto 1968.
- Piccola città, di Thornton Wilder, regia di Silverio Blasi - film TV, 22 ottobre 1968.

## Radio
- Uomo e superuomo, di George Bernard Shaw, regia di Alessandro Brissoni, trasmessa 25 e 27 aprile 1956
- La storia di una mummia, di Théophile Gautier, regia di Sandro Bolchi, 22 luglio 1959
- Ritratto di donna, di Clotilde Masci, regia di Marco Visconti, 30 gennaio 1961
- Il canale di Blaumilch, di Ephraim Kishon, regia di Umberto Benedetto, 17 gennaio 1962
- Il brigante, di Giuseppe Berto, regia di Umberto Benedetto, 7 febbraio 1962
- L'uomo che non sapeva nuotare, di Richard Hey, regia di Giorgio Pressburger, 9 marzo 1962
- La strada della violenza, di Philip Levene, regia di Umberto Benedetto, 26 marzo 1962
- Sinistra melodia, di Michel Lebrun, regia di Dante Raiteri, 9 aprile 1962
- Mia moglie, testo e regia di Marco Visconti, 22 giugno 1962
- Passeggiata nel mondo, di James Hanley, regia di Giorgio Pressburger, 15 agosto 1962
- L'impazienza, di Alfio Valdarnini, regia di Umberto Benedetto, 9 novembre 1962
- Duello all'americana in miniera, di Riccardo Bacchelli, regia di Enrico Colosimo, 10 novembre 1962
- Furto con scasso, di Norman Edwards, regia di Umberto Benedetto, 14 dicembre 1962
- Il farmaco portentoso, di Osvaldo Ramous, regia di Amerigo Gomez, 18 gennaio 1963
- Il nababbo, di Alphonse Daudet, regia di Umberto Benedetto, 8 febbraio 1963
- Maria Malibran, di Gastone Tanzi, regia di Marco Visconti, 1º marzo 1963
- I segreti del divano, di Alessandro De Stefani, regia di Umberto Benedetto, 30 marzo 1963
- La pietra della luna, di Wilkie William Collins, regia di Dante Raiteri, 4 puntate, dal 28 aprile al 10 maggio 1963
- Guerra in tempo di bagni, di Gandolin, regia di Pino Gilioli, 9 agosto 1963
- Un colpo di stato, di Guy de Maupassant, 1º novembre 1963
- L'amore a prima vista, di Edgar Allan Poe, regia di Dante Raiteri, 15 novembre 1963
- Morte di un bengalino, di Edoardo Anton, regia di Umberto Benedetto, 23 novembre 1963
- Uomovivo, di Gilbert Keith Chesterton, regia di Umberto Benedetto, 5 puntate, al 13 al 27 dicembre 1963
- Il ministero, di Raul Lunardi, regia di Enrico Colosimo, 21 dicembre 1963
- L'adorazione dei Magi, di Luis Cernuda, regia di Giorgio Bandini, 23 dicembre 1963
- Sly, di Giovacchino Forzano, regia di Umberto Benedetto, 8 settembre 1964
- Le campane, di Charles Dickens, regia di Dante Raiteri, 7 gennaio 1966
- Nella bufera, di Mignon Eberhart, regia di Umberto Benedetti, 13 gennaio 1966
- Le porte chiuse, di José Fernando Dicenta, regia di Giorgio Bandini, 29 aprile 1966
- Caccia al robot, di Philip K. Dick, regia di Umberto Benedetto, 25 novembre 1966
- La menzogna, di Nathalie Sarraute, regia di Giorgio Bandini, 4 febbraio 1967
- Il bavaglio, di Alfonso Sastre, regia di Gastone Da Venezia, 28 febbraio 1967
- La linea della fiducia, di Miloslav Stehlík, regia di Dante Raiteri, 7 marzo 1967
- I tre camerati, di Erich Maria Remarque, regia di Enrico Colosimo, 20 puntate, dal 16 aprile al 15 maggio 1968
- Crociera dimenticata, di Roger Vitrac, regia di Giandomenico Giagni, 18 maggio 1968
- La finestra, di André Obey, regia di Giandomenico Giagni, 3 luglio 1968
- Un giglio nella piccola India, di Donald Howarth, regia di Giorgio Pressburger, 16 settembre 1968
- Le campane, di Charles Dickens, regia di Dante Raiteri, 23-23-25 dicembre 1968
- Se…, di Lord Dunsany, regia di Alessandro Brissoni, 25 giugno 1969
- I giocolieri, di Zdzisław Skowroński, regia di Massimo Scaglione, 3 settembre 1969
- L'onomastico, di Anton Čechov, regia di Marco Visconti, 16 dicembre 1969
- Alcesti, di Euripide, regia di Giuseppe Di Martino, 20 luglio 1970
- L'arte di cospirare, di Eugène Scribe, regia di Guido Mazzella, 21 luglio 1971
- Medoro, di Roger Vitrac, regia di Giandomenico Giagni, 2 settembre 1971

## Teatro
- La frontiera, di Leopoldo Trieste, regia di Mario Landi, Roma, Teatro Quirino, 4 luglio 1945.
- Il miracolo di sant'Antonio, di Maurice Maeterlinck, regia di Luciano Salce, Roma, Teatro Eliseo, 27 luglio 1946. (saggio degli allievi)
- Il ballo dei ladri, di Jean Anouilh, regia di Luciano Salce, Roma, Teatro Eliseo, 23 aprile 1947. (diploma di regia)
- Giovanna di Lorena di Maxwell Anderson, regia di Luciano Lucignani, Roma, Teatro delle Arti, 18 maggio 1948.
- N.N., di Leopoldo Trieste, regia di Gerardo Guerrieri, Piccolo Teatro di Milano, 28 maggio 1948.
- Gli uccisori, di Sergio Sollima, regia di Luciano Lucignani, Roma, Teatro delle Arti, 9 novembre 1948.
- Medea, di Euripide, regia di Guido Salvini, Ostia, Teatro Romano, 25 giugno 1949.
- Menzogne, di Vladimir Vinničenko, Milano, Teatro Odeon, 22 novembre 1949
- Irene innocente, di Ugo Betti, regia di Giulio Pacuvio, Roma, Teatro Quirino, 24 marzo 1950.
- L'alba, il giorno e la notte, di Dario Niccodemi, con Luigi Cimara, Livorno, Teatro Goldoni, 11 agosto 1950
- Sofonisba, di Gian Giorgio Trissino, regia di Giorgio Strehler, Vicenza, Teatro Olimpico, 8 settembre 1950.
- L'avaro, di Molière, regia di Sandro Bolchi, Bologna, Teatro Stabile La Soffitta, 14 novembre 1950.
- Montserrat, di Emmanuel Roblès, regia di Sandro Bolchi, Bologna, Teatro Stabile La Soffitta, 5 dicembre 1950.
- La bottega del caffè, di Carlo Goldoni, regia di Alessandro Brissoni, Bologna, marzo 1951
- La livrea, di Federico Zardi, regia di Alessandro Brissoni, Teatro Comunale di Bologna, 24 marzo 1951.
- La Calandria, Il Bibbiena, regia di Anna Maria Rimoaldi, Roma, Teatro Ateneo, 24 novembre 1951.
- Cavaliere senza armatura, testo e regia di Vittorio Calvino, Roma, Teatro Ateneo, 15 gennaio 1952.
- Agamennone, di Vittorio Alfieri, regia di Orazio Costa, Asti, Teatro Alfieri, 31 maggio 1952.
- Maman Colibrì, di Henry Bataille, Compagnia di Elsa Merlini, Teatro Carignano di Torino, 4 novembre 1952
- Amici per la pelle, di Pierre Barillet e Jean-Pierre Grédy, Compagnia di Elsa Merlini, Torino, Teatro Carignano, 10 novembre 1952
- Un matrimonio di Hollywood, di Gabriella Poggi, Compagnia di Elsa Merlini, Milano, Teatro Excelsior, 9 gennaio 1953
- Moulin Rouge, di Pierre La Mure, regia di Gianfranco De Bosio, Venezia, Teatro La Fenice, 12 settembre 1953.
- Antigone, di Vittorio Alfieri, regia di Gianfranco De Bosio, Milano, Teatro Odeon, 30 settembre 1953.
- Il grande attore, di Alessandro De Stefani, regia di Gianfranco De Bosio, Genova, Teatro Augustus, 23 ottobre 1953.
- Otello, di William Shakespeare, regia di Gianfranco De Bosio, Verona, 17 novembre 1953
- Il ventaglio, di Carlo Goldoni, regia di Carlo Lodovici, Venezia, Teatro del Ridotto, 26 dicembre 1953.
- Prometeo incatenato, di Eschilo, regia di Luigi Squarzina, Teatro Greco di Siracusa, 15 maggio 1954.
- Il caso Pinedus, di Paolo Levi, regia di Giulio Cesare Castello, Piccolo Teatro di Genova, 2 ottobre 1954.
- L'amo di Fenisa, di Lope de Vega, regia di Alessandro Fersen, Torino, Teatro Gobetti, 17 dicembre 1954.
- Morti senza tomba, di Jean-Paul Sartre, regia di Edmo Fenoglio, Teatro Stabile di Genova, dicembre 1954
- I cari inganni, di John Boynton Priestley, con Diana Torrieri, Milano, Teatro Manzoni, 18 settembre 1956
- I figli degli antenati, di Achille Saitta, regia di Vito Molinari, con Diana Torrieri, Milano, Teatro Manzoni, 28 settembre 1956
- Fuoco sulla roccia, di Clotilde Masci, regia di Enzo Ferrieri, Milano, Teatro del Convegno, 21 dicembre 1957.
- Saluti da Berta, di Tennessee Williams, regia di Enzo Ferrieri, Milano, Teatro del Convegno, 31 dicembre 1957.
- Il capanno degli attrezzi, di Graham Greene, regia di Enzo Ferrieri, Ivrea, Teatro Giacosa, 19 gennaio 1958.
- Nozze di sangue, di Federico García Lorca, regia di Alessandro Brissoni, Piccolo Teatro Stabile della Città di Firenze, 16 marzo 1962.
- La Draghignazza, di Giuliano Parenti, regia di Raoul Farolfi, Pistoia, Teatro Manzoni, Piccolo Teatro Stabile della Città di Firenze, aprile 1962
- Ritratto d’autore: Jean-Paul Sartre, a cura di Gerardo Guerrieri, regia di Edmo Fenoglio, Roma, Teatro Valle, 26 aprile 1966.